# Henry Brougham (jogador de raquetes)

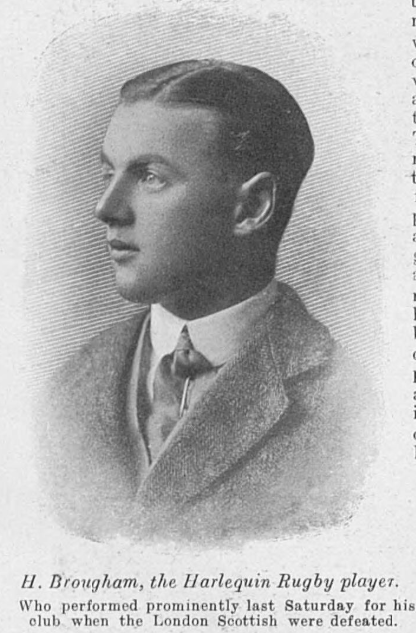
Retrato de Henry Brougham

Henry Brougham (Wellington College, 8 de julho de 1888 - La Croix-Valmer, 18 de fevereiro de 1923) foi um atleta inglês que competiu em provas de raquetes e pela Grã-Bretanha.
Brougham é o detentor de uma medalha olímpica, conquistada na edição britânica, os Jogos de Londres, em 1908. Nesta ocasião, saiu-se terceiro colocado da prova individual, empatado com o compatriota John Jacob Astor, em disputa vencida pelo também britânico Evan Noel. Essa foi a primeira e última edição de ambos os esportes nos Jogos Olímpicos.